# Xephyr

Xephyr ist ein Display-Server

Xephyr ist ein Display-Server, also ein Fenstersystem für das Betriebssystem Linux und ein Teil der grafischen Benutzeroberfläche (GUI) auf dem Desktop. Der Anzeige-Server Xephyr verwaltet die Programmfenster auf dem X Window System, das kurz X-Server oder X11 genannt wird. Xephyr ist ein X-Server für die eigenen Programme und damit rekursiv in sich verschachtelt (englisch nested: gebettet, verschachtelt). Die Software wurde im Jahr 2006 von Matthew Allum entwickelt.

## Technische Grundlagen
Xephyr setzt das Server-Protokoll auf Grundlage von KDrive um, arbeitet auf einem X.Org-Server und unterstützt den 2D-Grafiktreiber GLAMOR. Zukünftige Versionen könnten als Treiber für Eingabegeräte die libinput benutzen, eine aus dem Wayland-Compositor Weston abgeleitete Software-Bibliothek.

## Leistungen
Anders als das Display-Server-Protokoll Xnest, unterstützt Xephyr die Erweiterungen von X11 wie composite, damage und randr, auch wenn der Host-Server dies nicht tut. Zugunsten einer schnellen Ausführung benutzt es Images der „MIT Shared Memory Extension“ und „shadow framebuffer updates“. Es bietet einen visuellen Debugmodus, um Bildschirmaktualisierungen zu beobachten.

## Grenzen
Für Tastaturtreiber, die auf dem Kernel-Modul „evdev“ beruhen, wählt Xephyr eine unpassende Tastaturkonfiguration. In diesem Fall muss die richtige Tastaturbelegung selbst eingestellt werden.
Die Xephyr-Version des X.Org-Servers funktioniert nur mit dem Software Rendering von OpenGL, allerdings hat Feng Haitao eine Variante von Xephyr entwickelt, die hardware-beschleunigtes Rendern unterstützt, sofern der zugrundeliegende X-Server diese Möglichkeit bietet.